# Acrosanthes
Acrosanthes – rodzaj roślin z rodziny pryszczyrnicowatych (Aizoaceae). Obejmuje 4 gatunki występujące w Afryce południowej.

## Systematyka
Pozycja według APweb (aktualizowany system APG III z 2009)
Przedstawiciel rodziny pryszczyrnicowatych (Aizoaceae) należącej do rzędu goździkowców (Caryophyllales) reprezentującego dwuliścienne właściwe.
Wykaz gatunków
- Acrosanthes anceps (Thunb.) Sond.
- Acrosanthes angustifolia Eckl. & Zeyh.
- Acrosanthes decandra Fenzl
- Acrosanthes humifusa (Thunb.) Sond.
- Acrosanthes microphylla Adamson
- Acrosanthes teretifolia Eckl. & Zeyh.